# Ѯ
Das Ѯ (kleingeschrieben ѯ) ist ein Buchstabe des frühen kyrillischen Alphabets.
Bei der Einführung des kyrillischen Alphabetes wurde das Ξ des griechischen Alphabets mit identischem Lautwert (ks) übernommen, um griechische Fremdwörter zu schreiben. Wie im griechischen Alphabet besitzt der Buchstabe einen Zahlenwert von 60 im kyrillischen Zahlensystem. Peter I. schaffte den Buchstaben in der Reform der bürgerlichen Schrift 1708 zusammen mit anderen griechischen Buchstaben ab.

## Zeichenkodierung
| Standard  | Standard    | Majuskel Ѯ                  | Minuskel ѯ                |
| --------- | ----------- | --------------------------- | ------------------------- |
| Unicode   | Codepoint   | U+046E                      | U+046F                    |
| Unicode   | Name        | CYRILLIC CAPITAL LETTER KSI | CYRILLIC SMALL LETTER KSI |
| UTF-8     | UTF-8       | D1 AE                       | D1 AF                     |
| XML/XHTML | dezimal     | &#1134;                     | &#1135;                   |
| XML/XHTML | hexadezimal | &#x046E;                    | &#x046F;                  |